# Grant Watson
Pour les articles homonymes, voir Watson.
Elliot Lovegood Grant Watson, né le 14 juin 1885 à Staines, Middlesex (Angleterre) et mort le 21 mai 1970, est un écrivain australien de vulgarisation scientifique.